# Sam Rainsy

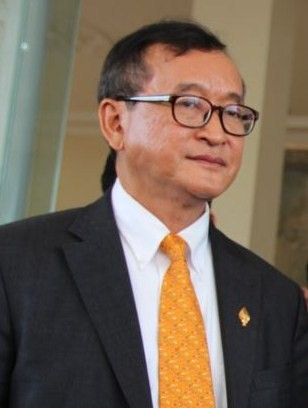
Sam Rainsy

Sam Rainsy (* 10. März 1949 in Phnom Penh) ist ein kambodschanischer Politiker. Er war 1995 Gründer der liberalen Khmer-Nation-Partei, die 1998 in Sam-Rainsy-Partei umbenannt wurde, welche 2012 mit der Menschenrechtspartei zur Nationalen Rettungspartei Kambodschas (engl. Cambodia National Rescue Party, CNRP) fusionierte.

## Leben
Er ist der Sohn von Sam Sary, einem Mitglied der kambodschanischen Regierung während der 1950er Jahre, und der Lehrerin In Em. Sam Rainsy studierte ab 1965 in Frankreich und arbeitete für verschiedene Unternehmen aus dem Finanzsektor. Er ist mit der Politikerin Tioulong Saumura verheiratet, mit der er drei Kinder hat.

## Politische Tätigkeit
Als Mitglied der königstreuen Partei FUNCINPEC wurde er 1993 nach seiner Rückkehr nach Kambodscha im Jahr zuvor zum Parlamentsabgeordneten der Provinz Siem Reap gewählt. Er wurde Finanzminister, seine Karriere aber war vorläufig abrupt beendet, nachdem er 1994 wegen eines Misstrauensvotums aus der Partei ausgeschlossen worden war. 1995 gründete er die Khmer-Nation-Partei (KNP), die vor den Wahlen zur Nationalversammlung 1998 in Sam-Rainsy-Partei (SRP) umbenannt wurde, um Schwierigkeiten bei der Wahl-Registrierung zu umgehen. Sam Rainsy wurde wiederum zum Abgeordneten gewählt, dieses Mal jedoch für die Provinz Kompong Cham. Seine Partei erhielt dabei 14 % der Stimmen. Diesen Anteil konnte sie bei den Wahlen 2003 noch auf 22 % ausbauen.
Während einer politischen Kundgebung am 30. März 1997 auf dem Platz Samdech Sothearos in Phnom Penh wäre er beinahe Opfer eines Granatenangriffs geworden. Etwa 200 Demonstranten und 200 Zuschauer hörten einer Rede mit dem Megafon zu, in der Rainsy eine Justizreform und die Freilassung zu Unrecht verurteilter Gefangener forderte. Bei dem Anschlag explodierten drei Granaten. Dabei kamen mindestens 16 Menschen ums Leben, und 120 wurden verletzt. Rainsy machte Mitglieder der regierenden Kambodschanischen Volkspartei (engl. Cambodia People’s Party, CPP) und Ministerpräsident Hun Sen verantwortlich.
Am 3. Februar 2005 ging Rainsy ins französische Exil, nachdem die Nationalversammlung beschlossen hatte, seine Immunität als Abgeordneter sowie die zwei weiterer SRP-Abgeordneter aufzuheben, und er befürchten musste, verhaftet zu werden. Noch am selben Tag wurde einer der beiden Abgeordneten, Cheam Channy, in ein kambodschanisches Militärgefängnis eingeliefert. Sam Rainsy wurde wegen Verleumdung angeklagt, weil er die regierende Koalition aus CPP und FUNCINPEC der Korruption bezichtigt hatte. Zudem hatte er Ministerpräsident Hun Sen beschuldigt, hinter dem Mord am Gewerkschaftsführer Chea Vichea, der der SRP nahestand, zu stecken.

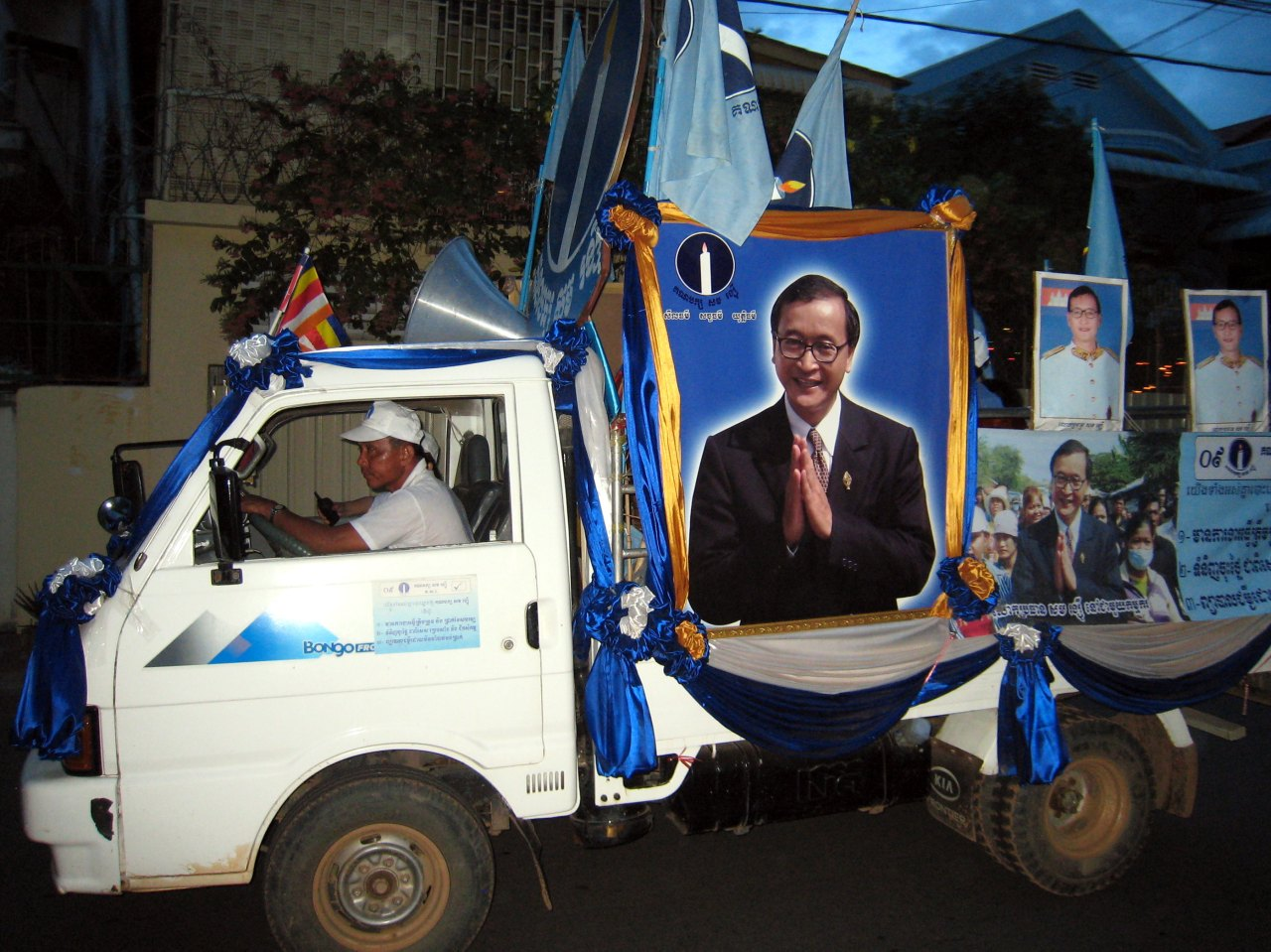
Plakate mit Sam Rainsy an einem Wahlkampfbus während der Parlamentswahlen im Juli 2008

Zwar wurde Rainsy in Abwesenheit von einem Gericht am 22. Dezember 2005 zu einer 18-monatigen Gefängnisstrafe und zur Zahlung von 14.000 US-$ verurteilt, dieses Urteil wurde jedoch von König Norodom Sihamoni auf Bitten von Hun Sen mit einem Gnadenerlass aufgehoben. Hierbei war offensichtlich der internationale Druck von mehreren Regierungen (darunter die US-Regierung) und Organisationen maßgebend. Daraufhin kehrte er am 10. Februar 2006 nach Kambodscha zurück und konnte an den nationalen Wahlen von 2008 teilnehmen. Die Sam-Rainsy-Partei gewann zwei Sitze hinzu und belegte nun 26 von 123 Sitzen (die CPP 90).
2009 musste Sam Rainsy das Land jedoch neuerlich verlassen, weil ihm vorgeworfen wurde, nationale Interessen verraten zu haben, und er 2010 zu einer zehnjährigen Haftstrafe verurteilt wurde. 2012 schloss sich die Sam-Rainsy-Partei mit der Menschenrechtspartei zur Nationalen Rettungspartei Kambodschas (CNRP) zusammen. Im Juli 2013 begnadigte König Norodom Sihamoni Rainsy auf Bitten seines Widersachers Hun Sen erneut und ermöglichte so eine Rückkehr zu den Wahlen am 28. Juli 2013. Dies geschah vor allem auf Druck der Vereinigten Staaten, die angekündigt hatten, Entwicklungsgelder zu kürzen. Rainsy blieb allerdings unwählbar. Die CNRP kam mit einem Wähleranteil von 44,46 % nahe an denjenigen der CPP von 48,83 % heran und belegte 55 von 123 Sitzen (CPP 68, −22), 26 mehr als die Sam-Rainsy- und die Menschenrechtspartei zusammen bei den Wahlen von 2008. Trotzdem bestritt Rainsy das Ergebnis und beschuldigte die Regierungspartei der Wahlfälschung. Die Opposition boykottierte darauf das Parlament von September 2013 bis Juli 2014.
2016 verließ Rainsy Kambodscha erneut, nachdem er der Verleumdung und Aufwiegelung angeklagt worden war, weil er die Regierung Hun Sen beschuldigt hatte, hinter dem Mord am politischen Aktivisten Kem Ley zu stehen. Im Oktober 2016 wurde Rainsys Gesuch um Begnadigung von Ministerpräsident Hun Sen abgelehnt, obwohl dafür laut Verfassung eigentlich der König zuständig wäre. Im Februar 2017 trat Rainsy nur vier Monate vor den lokalen und ein Jahr vor den nationalen Wahlen als Präsident der CNRP zurück, um deren Verbot zu vermeiden, das nach einem neuen Gesetz Parteien, die von Personen mit Vorstrafen geführt werden, gedroht hatte. Seit dem 20. Februar 2017 ist ihm jede politische Aktivität untersagt. Sein Nachfolger als Präsident der CNRP wurde Kem Sokha. Dieser wurde Anfang September 2017 wegen angeblichen Hochverrats verhaftet, die CNRP im November 2017 vom Obersten Gericht aufgelöst. Die Wahlen von Juli 2018 fanden damit ohne ernsthafte Opposition zur Regierungspartei statt und endeten entsprechend mit einem Erdrutschsieg der CPP.
Am 29. Januar 2018 lancierte Rainsy zusammen mit anderen im Exil lebenden führenden Mitgliedern der aufgelösten CNRP die Bewegung Cambodia National Rescue Movement. Die Initiative erzeugte Bedenken unter Mitgliedern der CNRP, insbesondere denjenigen der früheren Menschenrechtspartei, dass sie die Partei weiter spalten und den Präsidenten Kem Sokha einem erhöhten Risiko aussetzen könnte.
Am 2. Dezember 2018 wurde Sam Rainsy von einer internationalen Konferenz der Partei in den USA zum Amtierenden Präsidenten (Acting President) bis zur Freilassung Sokhas gewählt, was von der Kem-Sokha-Faktion, die die Konferenz boykottiert hatte, umgehend als inakzeptabel und statutenwidrig bezeichnet wurde.